# Skabiosenschwärmer

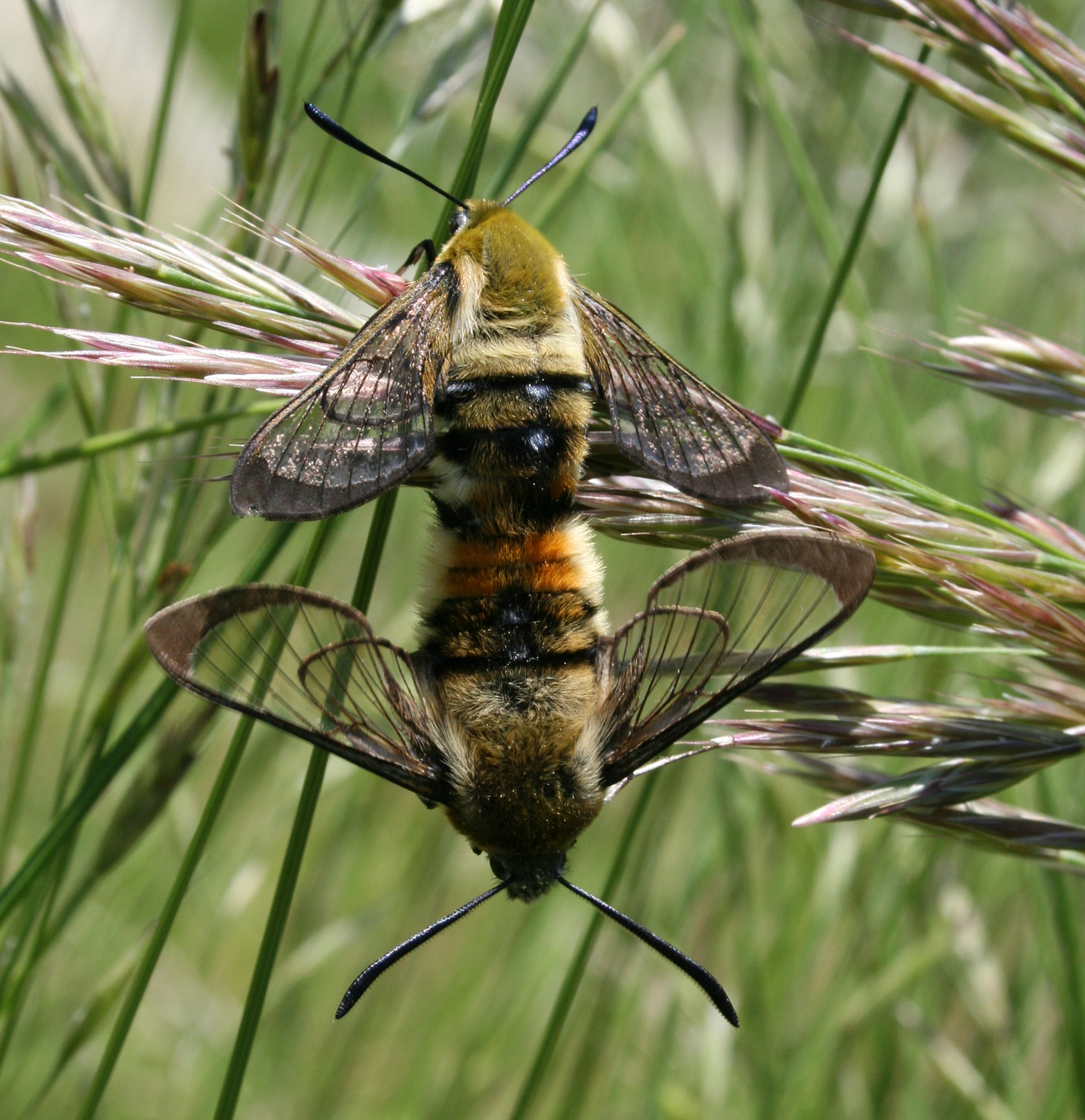
Paarung

Der Skabiosenschwärmer (Hemaris tityus) ist ein Schmetterling (Nachtfalter) aus der Familie der Schwärmer (Sphingidae). Die Art ist eine der vier ausschließlich tagaktiven Schwärmerarten in Europa. Der Bestand der früher in Mitteleuropa häufigen Art hat sich durch Flurbereinigungen und intensive Grünlandnutzung ihrer Habitate drastisch verringert. Ihren deutschen Namen trägt die Art aufgrund der Nahrungspflanzen ihrer Raupen, die zum Teil früher in die Gattung der Skabiosen eingeordnet wurden.

## Merkmale

### Falter
Die Falter erreichen eine Flügelspannweite von 40 bis 50 Millimetern, bei einer durchschnittlichen Vorderflügellänge von etwa 22 Millimetern. Wie auch andere Arten der Gattung Hemaris zeigt der Skabiosenschwärmer eine starke Ähnlichkeit mit Hummeln. Die beiden Flügelpaare sind weitgehend durchsichtig, lediglich der Außenrand der Vorderflügel ist, besonders zur Flügelspitze hin, braun gefärbt. Die Flügeladern sind ebenfalls braun gefärbt. Der Thorax ist stark gelblichbraun bis olivgrün behaart, an den Seiten befindet sich jeweils ein hellgelblicher Haarbüschel. Der Hinterleib ist ebenso stark behaart. Zum Thorax hin ist die Behaarung hellgelblich, in der Mitte ist sie braun, im hinteren Drittel des Hinterleibs ist sie in der Mitte gelb und an den Seiten weißlich. Am Hinterleibsende befindet sich ein schwarzer Haarbüschel. Insbesondere der mittlere Bereich des Abdomens mit den braunen Haaren nützt sich stark ab, sodass bei älteren Faltern in diesem Bereich die dunkle, metallisch glänzende Farbe des Körpers erkennbar ist.
Die gleichmäßig keulenförmig verdickten Fühler sind ebenfalls dunkel metallisch glänzend. Die Art kann vom sehr ähnlichen Hummelschwärmer (Hemaris fuciformis) vor allem durch das ungeteilte und ungefleckte Costalfeld – jenes Flügelfeld, das nach vorne mit der Costalader (dem Flügelvorderrand) abschließt – durch den deutlich schmaleren Saum am Vorderflügelaußenrand und durch die unterschiedliche Färbung der Hinterleibsbehaarung unterschieden werden. Frisch geschlüpfte Exemplare sind schwerer zu unterscheiden, da deren Flügel noch komplett mit grauen Schuppen bedeckt sind, diese lösen sich aber schon während des ersten Fluges. Auch der Olivgrüne Hummelschwärmer (Hemaris croatica) hat eine gewisse Ähnlichkeit mit der Art, kann aber aufgrund der voll gefärbten Flügel gut unterschieden werden.

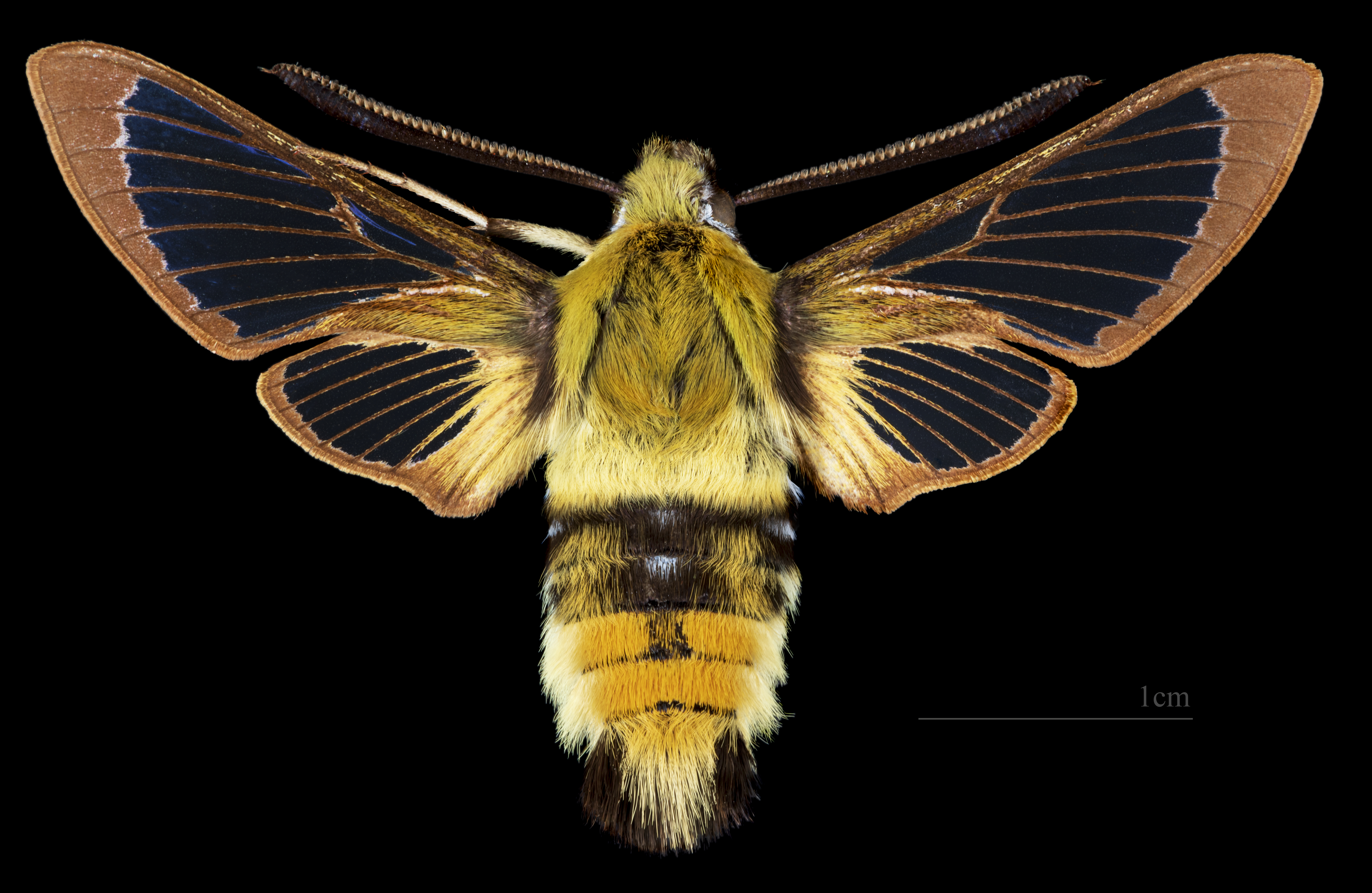
Hemaris tityus ♂
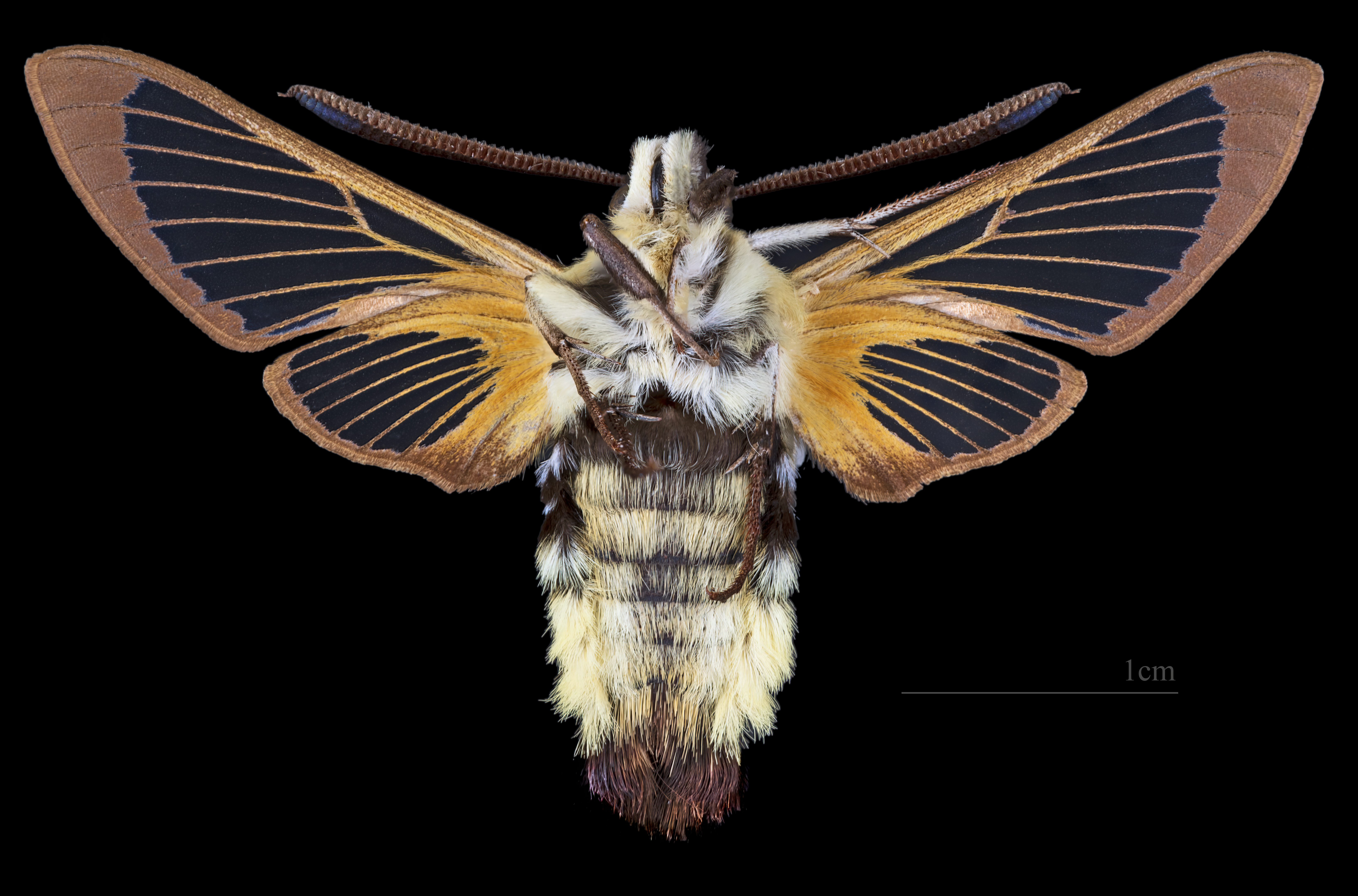
Hemaris tityus ♂   △
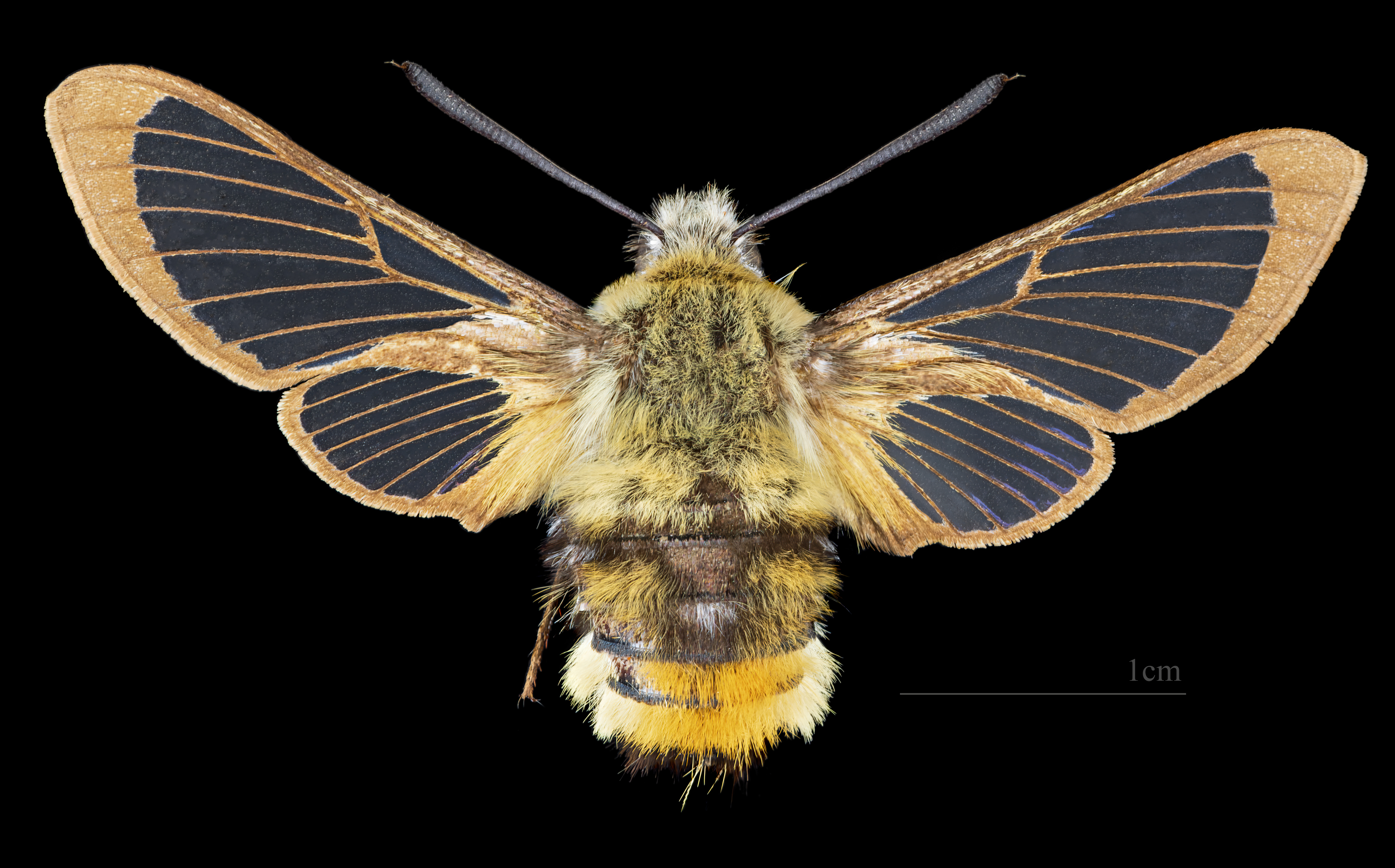
Hemaris tityus ♀
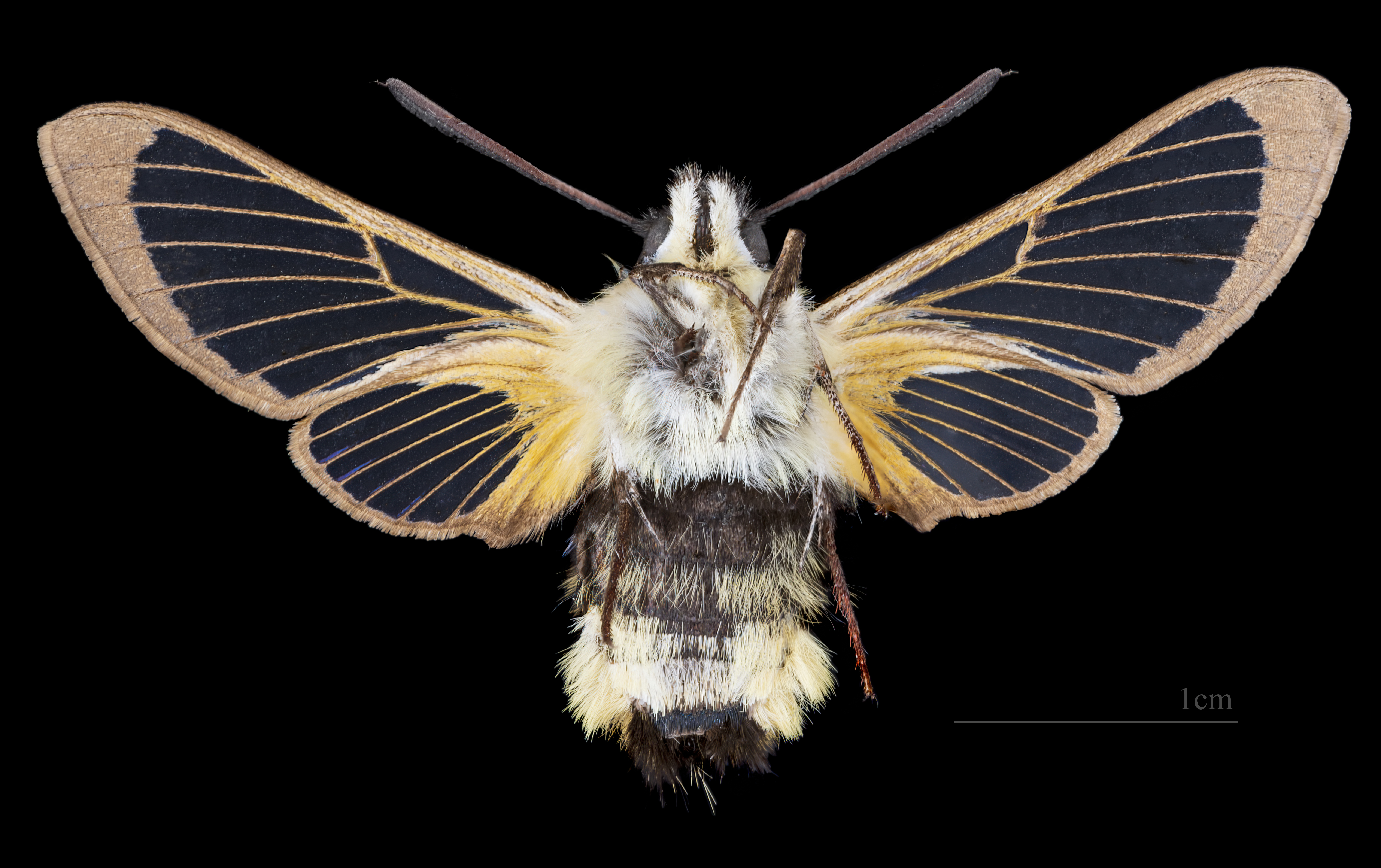
Hemaris tityus ♀ △

### Ähnliche Arten
- Olivgrüner Hummelschwärmer (Hemaris croatica)
- Hummelschwärmer (Hemaris fuciformis)

### Raupen
Die Raupen werden bis zu 50 Millimeter lang. Sie sind nach dem Schlupf etwa drei Millimeter lang und zunächst mit kleinen schwarzen Punktwarzen bedeckt, aus denen gegabelte schwarze Haare entspringen. Das kurze Analhorn trägt an seiner Spitze zwei schwarze Haare. Mit zunehmendem Alter verfärbt sich der Körper allmählich mehr nach grün, das Analhorn wird violett-rötlich, beidseits des Rückens bildet sich eine blasse Längslinie aus, und an den Seiten des Körpers erscheint auf jedem Segment um das Stigma ein hellbraun bis violett gefärbter, schräg sitzender, länglicher Fleck. Voll entwickelt haben die Raupen eine weißlichgrüne Grundfarbe, einen violetten Bauch und violette Flecken an den Seiten des Körpers, ein kurzes, plumpes, violettes Analhorn und eine raue Körperoberfläche. Zusätzlich können weitere violette Flecken am Körper verteilt sein, was vor allem bei Raupen vorkommt, die Skabiosen mit violett gefleckten Stängeln fressen. Diese Raupen sind kurz vor der Verpuppung komplett violett gefärbt.

## Vorkommen
Der Skabiosenschwärmer kommt in fast ganz Europa vor. Das Verbreitungsgebiet reicht im Westen von Irland über Mitteleuropa ostwärts nach Zentral- und Ost-Asien. Die Art fehlt im hohen Norden, auf großen Teilen der Iberischen Halbinsel, wo er nur in einigen Bergregionen und im Nordosten vorkommt, und in den Niederlanden, wo er gleichzeitig mit dem Skabiosen-Scheckenfalter (Euphydryas aurinia) aufgrund von Habitatverlusten ausgestorben ist. Im Osten Finnlands ist die Art ebenso rückläufig, da dort geeignete Trockenhabitate seltener werden. In Asien ist er vom Ural über den Westen Sibiriens bis zum Altaigebirge und zum Tianshan verbreitet. Im Süden Asiens reicht die Verbreitung von der Türkei bis in den Norden des Irans und den Südwesten Syriens. Östlich des Altais und von Nowosibirsk, im übrigen Süden Sibiriens und dem Nordosten Chinas bis nach Tibet kommt die Art selten vor. Die Tiere leben auf Wiesen, entlang von Straßenrändern und in lichten Wäldern mit reichlich Blütenbewuchs, besonders auf kalkhaltigen und sandigen Böden. Sie steigen in den Alpen bis etwa 2.000 Meter, in Asien sind sie aus Kirgisistan sogar bis in eine Höhe von 3.600 Metern bekannt.

## Lebensweise
Die Falter sind, unüblich für Schwärmer, wie auch die übrigen Arten der Gattung tagaktiv. Sie sind vor allem zwischen 10:00 und 15:00 Uhr aktiv und fliegen auf Nektarsuche rasch von Blüte zu Blüte. Bevorzugte Nahrungspflanzen sind Günsel (Ajuga), Gundermann (Glechoma), Pechnelken (Lychnis), Salbei (Salvia), Lungenkräuter (Pulmonaria) und Witwenblumen (Knautia). Sie imitieren mit ihrem Aussehen zwar Hummeln, sind aber um ein Vielfaches flinker und aktiver als diese. Dies ist gut während der Balz zu erkennen, bei der sich die Partner im wilden Flug gegenseitig verfolgen und oft spiralförmig in die Höhe schnellen. Die Paarung, während der die beiden Partner mit dem Körper in entgegengesetzten Richtungen am Hinterleib verbunden sind, dauert etwa zwei Stunden.

### Flug- und Raupenzeiten
Die Falter fliegen im Norden Europas in einer Generation von Mitte Mai bis Mitte Juni, manchmal auch bis Anfang Juli. Nur gelegentlich kommt eine in ihrer Entwicklung unvollständige zweite Generation im August vor. Im Süden fliegt die Art in zwei Generationen von Ende April bis Anfang Mai und im August. In den Gebirgen Asiens variiert die Flugzeit stark. Im Hochgebirge Kirgisistans auf über 3.000 Metern fliegt die Art Ende Juni, im Westen der Mongolei auf 2.000 Metern Höhe schon Mitte Mai, im Altai fliegt sie ab Juli. Die Raupen findet man im Norden Europas im Juni und Juli, im übrigen Europa von Mai bis September.

### Nahrung der Raupen
Die Raupen ernähren sich in Nord- und Mitteleuropa vor allem von Gewöhnlichem Teufelsabbiss (Succisa pratensis) und von Acker-Witwenblume (Knautia arvensis). Außerdem werden Skabiosen (Scabiosa), Labkräuter (Galium), Heckenkirschen (Lonicera), Schneebeeren (Symphoricarpos), Karden (Dipsacus) und Pechnelken (Lychnis) als Raupenfutterpflanzen genannt.

## Entwicklung
Die Weibchen legen ihre 1,1 mal 1,0 Millimeter großen kugeligen, blassgrün schimmernden Eier, die oberseits leicht eingedellt sind, einzeln auf der Unterseite der Blätter der Raupenfutterpflanzen ab. Es werden häufig bis zu sechs Eier pro Pflanze bzw. Pflanzengruppe abgelegt. Die überwiegend nachtaktiven Raupen schlüpfen nach etwa einer Woche. Sie leben fast ausschließlich auf der Unterseite der Blätter und fressen auf der Mittelrippe sitzend kleine Löcher beidseits der selbigen in das Blatt. Wenn man die Raupe tagsüber stört, lässt sie sich auf den Boden fallen, wo sie auch gelegentlich zu finden ist, wenn sie nicht frisst. Bemerkenswert ist, dass sich die Raupen des gleichen Geleges unter den gleichen Bedingungen unterschiedlich schnell entwickeln. Unabhängig davon sind sie aber schneller entwickelt, als die Raupen anderer Schwärmerarten.
Die Verpuppung erfolgt in einem stabilen, groben Kokon zwischen Grashalmen, Grasbüscheln oder leicht im Erdboden eingegraben. Die Puppe wird 24 bis 27 Millimeter lang und hat die typische Form der Gattung: eine runzlige, glänzende Oberfläche, der Saugrüssel verläuft entrollt entlang der Oberseite der Puppe, und die beiden Enden der Puppe sind kegelförmig zugespitzt: Der Kremaster ist flach und dreieckig, kopfseitig sitzen zwei spitze Fortsätze. Die Puppe ist schwarzbraun gefärbt, die Übergänge zwischen den Segmenten sind rotbraun. Die Überwinterung erfolgt als Puppe, der Falter schlüpft im Frühjahr. Parasitoide des Skabiosenschwärmers sind nicht bekannt.

## Gefährdung und Schutz
Obwohl der Skabiosenschwärmer in den 1960er Jahren beispielsweise an den Rheindämmen und anderen Ödländern noch häufig anzutreffen war, haben Flurbereinigung und intensive Mahd zu erheblichen Bestandsrückgängen geführt. Die Art wird in Deutschland in der Roten Liste gefährdeter Arten als „stark gefährdet“ (Kategorie 2) eingestuft. In einigen Landesteilen gilt sie als ausgestorben, sodass aktuelle Vorkommen am Kaiserstuhl, auf der Schwäbischen Alb und im Tauberland (Baden-Württemberg) als Rückzugsgebiete bezeichnet werden müssen. Für gegenwärtig bekannte Vorkommen hängt der Fortbestand der Art oft von Pflege und Erhalt ihrer Biotope ab.